# Cheltenham Minster

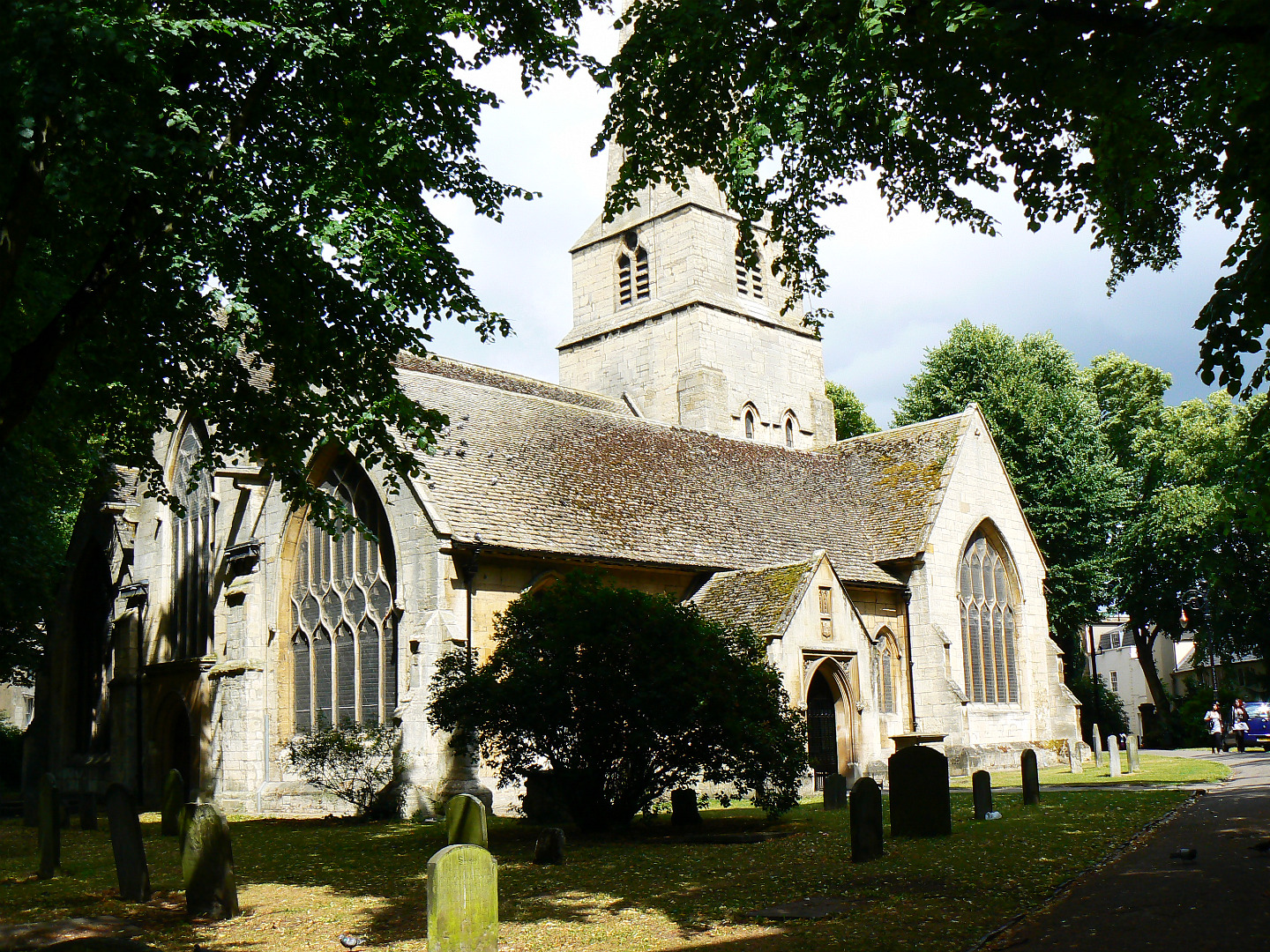
Cheltenham Minster

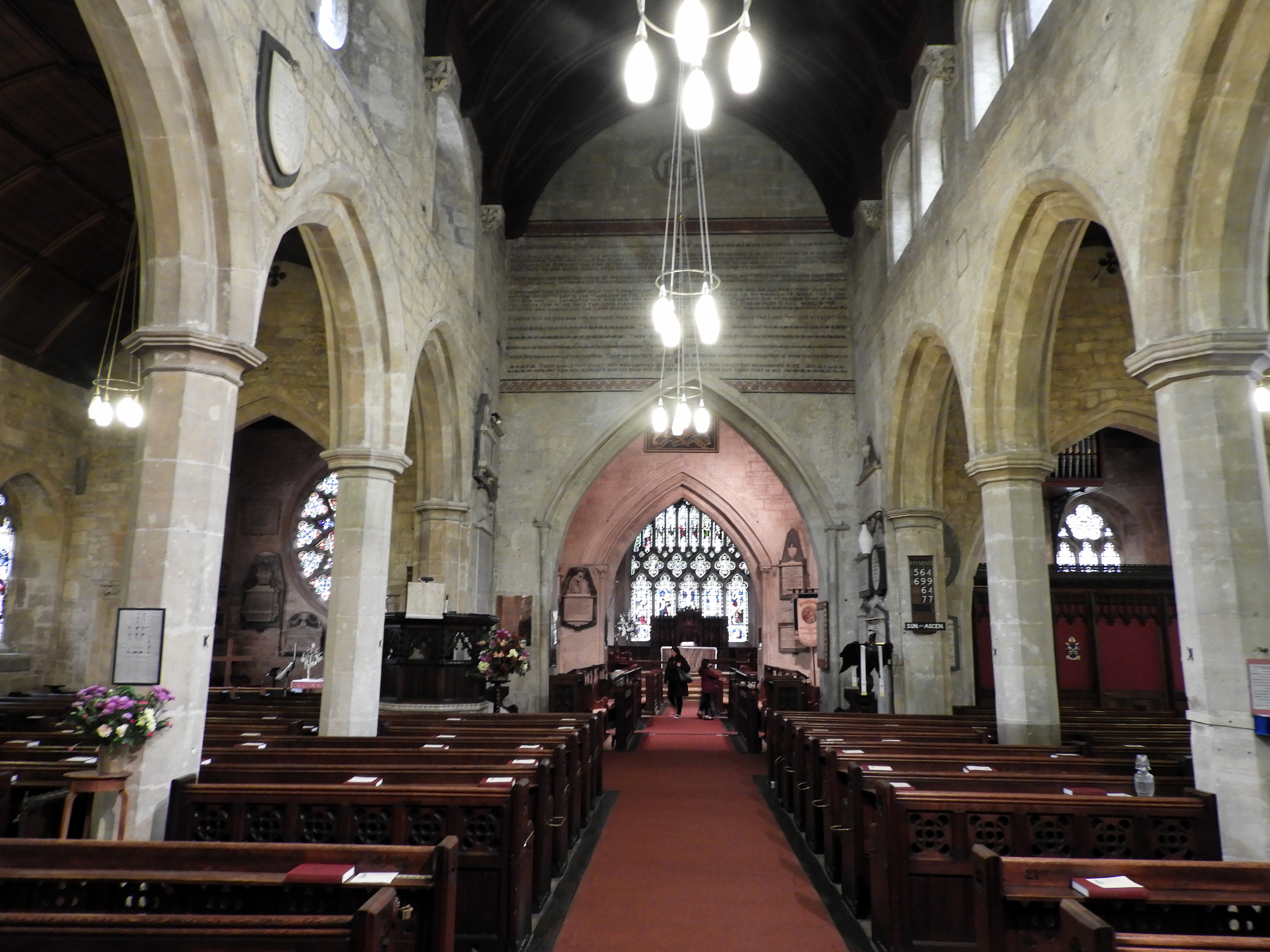
Langhaus, Vierung und Chor (chancel)

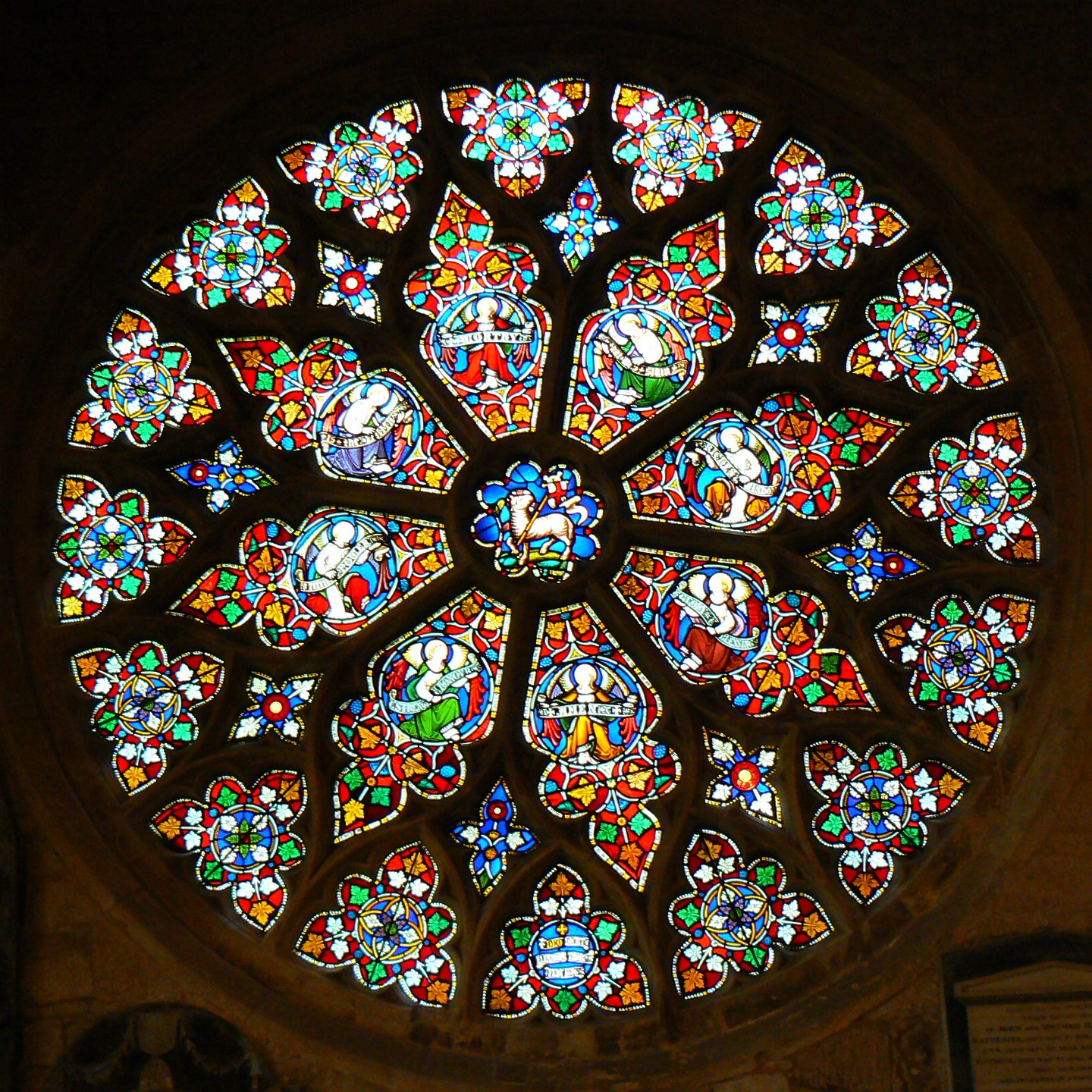
Fensterrose im nördlichen Querschiff

Das zu Ehren der Jungfrau Maria geweihte Cheltenham Minster in der heutigen Großstadt Cheltenham in der Grafschaft (county) Gloucestershire ist eine mittelalterliche Pfarrkirche; seit der englischen Reformation gehört sie zur Church of England. Die Kirche wurde erst im Jahr 2013 offiziell in den Rang eines Minsters erhoben. Sie ist als Grade-I-Bauwerk anerkannt und gehört zum Major Churches Network. 

## Lage
Die ehemalige Kleinstadt Cheltenham liegt am westlichen Rand der wirtschaftlich erfolgreichen Region der Cotswolds knapp 100 km (Fahrtstrecke) nordwestlich von London bzw. ca. 80 km südlich von Birmingham in einer Höhe von ca. 70 m; die Großstadt Gloucester ist nur etwa 13 km in südwestlicher Richtung entfernt.

## Geschichte
Die Kirche war niemals Sitz eines Bischofs, sondern immer nur Pfarrkirche. Angaben zur Geschichte des Bauwerks und zu möglichen Auftraggebern fehlen jedoch. Aus stilgeschichtlichen Gründen wird eine Bauzeit im 13./14. Jahrhundert angenommen; allgemein wird der Bau den Stilepochen des Decorated Style (ca. 1250–1370) und des Perpendicular Style (ca. 1330–1520) zugeordnet. Der gesamte Kirchenbau wurde in der 2. Hälfte des 19. Jahrhunderts umfassend restauriert.

## Architektur
Der ca. 40 m hohe oktogonale maßwerklose Spitzhelm des Vierungsturms stammt aus dem 14. Jahrhundert. Die Kirche ist dreischiffig und basilikal mit Holzgewölben; sie verfügt über ein Querschiff und einen Chor mit geradem Schluss.

## Ausstattung
Wichtigste Elemente der Ausstattung sind die Maßwerkfenster, deren Verglasung jedoch aus viktorianischer Zeit stammt. Eine hölzerne, mit zahlreichen Figuren bestückte Altarrückwand (reredos) im neugotischen Stil wurde im Jahr 1916 eingebaut. 